# 프리티 리틀 라이어스: 원죄
《프리티 리틀 라이어스: 원죄》(영어: Pretty Little Liars: Original Sin)는 HBO 맥스에서 2022년 7월부터 2024년 6월까지 방영된 미국의 슬래셔, 미스터리, 십대 드라마이다. 《프리티 리틀 라이어스》 프랜차이즈의 네 번째 텔레비전 드라마로, 이전 작품들과의 연속성이 있다.